# A 2017-es év időjárása Magyarországon
A 2017-es év időjárása Magyarországon a sokéves átlagnál magasabb középhőmérsékletet hozott. A évi csapadékmennyiség csak kismértékben haladta meg a szokásosat.

## Hőmérséklet
A Földön a 2016-os és a 2015-ös év után a 2017-es volt a harmadik legmelegebb. Az évi középhőmérséklet Magyarországon is meghaladta az 1981-2010 közötti sokéves átlagot (0,81 °C-kal), de a 11,14 °C-os érték hazánk esetében „csak” a 11. legmagasabb volt 1901 óta. Az ország nagy részén 11 °C körül alakult az évi középhőmérséklet, a Dél-Dunántúlon meghaladta a 12 °C-ot is, míg a Mátrában és a Bükkben 8 °C alatt maradt.
Mindössze három hónap középhőmérséklete volt alacsonyabb az átlagnál, ebből a januáré jelentősen, 4,8 °C-kal maradt alatta (1901 óta ez volt a 11. leghidegebb január) az 1981-2010 közötti értékeknek, míg az áprilisé és a szeptemberé csak kis mértékben maradt el attól. A legnagyobb pozitív eltérést a március (+3,59 °C), valamint a június, az augusztus és a december mutatta (>2 °C).
|           | január | február | március | április | május | június | július | augusztus | szeptember | október | november | december | 2017  |
| havi khm. | -5,8   | -1,4    | 8,9     | 10,4    | 16,6  | 21,5   | 21,9   | 22,8      | 15,6       | 11,1    | 5,6      | 2,4      | 11,14 |
| eltérés   | -4,82  | -1,95   | 3,59    | -0,45   | 0,42  | 2,47   | 0,81   | 2,25      | -0,27      | 0,59    | 0,92     | 2,19     | 0,81  |

A január középhőmérséklete -5,6 °C volt, szinte minden nap és az egész országban az átlagok alatt maradt a napi középhőmérséklet. Az év leghidegebb hőmérsékletet (-28,1 °C) is ekkor, 8-án mérték Tésán. Február 7-17. között egy kissé hidegebb periódus következett, ekkor a napi középhőmérséklet az átlag alatt maradtak, de a hónap elején és különösen a végén jelentősen meghaladták azt.
2017-ben az átlagot leginkább a március középhőmérséklete (8,9 °C) haladta meg, országos szinten 3,59 °C-kal, így ez lett 1901 óta a második legmelegebb március. A hónap elején átlag feletti, közepén átlagos hőmérsékletek voltak jellemzőek. Meleg volt a hónap vége is, eltekintve egy 26-27-én érkezett hidegfronttól, mely az átlag alá vitte a napi középhőmérsékleteket. Az április ismét szeszélyesnek adódott bár középhőmérséklete átlagos volt (10,4 °C). Míg a hónap elején melegrekordok dőltek meg, addig a második felében érkező frontok lehűlést, erős szeleket, sok csapadékot és havazást hoztak magukkal és megdőltek a hidegrekordok. Május szintén átlagosnak adódott. A hónap elején bekövetkező, átlag körüli hőmérsékleteknek 9-10-én érkező, sarkvidéki eredetű légtömeg vetett véget, melynek következtében a napi átlagok 5-7 °C-kal zuhantak a sokéves átlag alá és napi minimumhőmérsékleti rekordok dőltek meg. A hónap közepét ismét átlag körüli, a végét átlag felett értékek jellemezték.
Az első nyári hónap középhőmérséklete jelentősen 2,47 °C-kal meghaladta az 1981-2010 közötti átlagot. Június eleje kellemes nyári meleggel indult, majd egy északnyugat felől érkező hidegfront miatt a hőmérséklet 7-11. között kissé az átlag alá süllyedt. Ezután egy déli eredetű meleg légtömeg meghozta az év első hőhullámát (június 22-28. között másodfokú hőségriadó volt érvényben), majd egy nyugat-európai hűvösebb légtömeg vetett ennek véget. A július az átlagnál csak alig volt melegebb (0,8 °C-kal), ám a napi hőmérsékletek nagy változékonyságot mutattak. 1-4. és 13-17. között hidegfrontok érkeztek, 20-23. között ismét másodfokú hőségriadót rendeltek el, majd egy nyugat-európai ciklon miatt 25-28. között 3 fokkal az átlag alá csökkentek a napi középhőmérséklet értékei. Az utolsó napokban érkezett szaharai eredetű levegő hatásai augusztusban fokozódtak. A hónap középhőmérséklete 2,25 °C-kal a sokéves átlag felett, 22,8 °C-nak adódott. Az előbb említett hőhullám miatt 1-4. között harmadfokú hőségriasztást adtak ki. A napi középhőmérsékletek a szokásos értékeket 6-8 °C-kal haladták meg, a déli országrészben előfordultak 40 °C feletti mért értékek is. Az év legmagasabb hőmérsékletét Békéssámsonon mérték augusztus 4-én (41,4 °C). A hónap további napjait az átlag feletti hőmérsékletet néhány naponta felfrissítő, kisebb lehűlést okozó zivatarok jellemezték. 
Az átlagnál alig valamivel (-0,27 °C-kal) hűvösebb szeptembert melegebb és hűvösebb periódusok váltakozása jellemezte. A hónap végén már rendszeresen az átlag alatt maradtak a napi középhőmérsékletek, megkezdődött az őszi lehűlés. Az október középhőmérséklete kissé (0,6 °C-kal) meghaladta a sokéves átlagot. A hónap hideggel indult, a második harmadától viszont egy anticiklon száraz, napos, meleg időt hozott, beköszöntött a vénasszonyok nyara, ami október 29-éig ki is tartott, amikor is egy hidegfront szeles és hűvös időt hozott. Novemberben kissé átlag feletti napi középhőmérsékletek alakultak, a hónap átlaga 1 °C-kal az 1981-2010-es átlag felett volt. Az utolsó napokban azonban már átlag alá süllyedt a hőmérséklet. Ez a hidegfront kitartott december elejéig, de a hónap végül az átlag felett 0,2 °C-kal zárt. A hónap közepén ugyanis egy ciklon előterében délies légáramlás érte el hazánkat, 12-én már 8-9 °C-kal volt melegebb a megszokottnál. Baranyában 18 °C-os napi csúcshőmérsékletet is mértek. Ezután két lépésben lehűlés következett, 20-án Nógrádban -12 °C-ot is mértek. A karácsonyi időszak viszont ismét kicsivel enyhébb volt a sokévi átlagnál.
| nap                                          | 2017 | 1981-2010 |
| -------------------------------------------- | ---- | --------- |
| fagyos nap (0 °C alatti minimumhőmérséklet)  | 84   | 95        |
| téli nap (0 °C alatti maximumhőmérséklet)    | 26   | 27        |
| zord nap (-10 °C alatti minimumhőmérséklet)  | 13   | 10        |
| nyári nap (25 °C feletti maximumhőmérséklet) | 91   | 79        |
| hőségnap (30 °C feletti maximumhőmérséklet)  | 40   | 24        |
| forró nap (35 °C feletti maximumhőmérséklet) | 7    | 2         |

## Csapadék
A 2017-es év csapadékösszege 615,7 mm volt, ami 3%-kal haladta meg az 1981-2010 közötti átlagot. Ez volt 1901 óta az 54. legcsapadékosabb év. Az évet augusztusig szárazság jellemezte, a későbbi hónapok azonban pótolták a csapadékhiányt. A legcsapadékosabb hónap a szeptember volt, amikor 95 mm hullott országos átlagban, míg márciusban, a legszárazabb hónapban mindössze 22,2 mm. A szeptemberi csapadékmennyiség 76, a decemberi 41%-kal haladta meg az 1981-2010 közötti átlagot, míg az átlagtól leginkább a március (annak 64%-a) és az augusztus (az átlag 73%-a) maradt el.
Az év csapadékeloszlása tehát jelentősen eltért a megszokottól. A legszárazabb nem a január és a február, hanem a március volt, majd az összes tavaszi hónap elmaradt az elvárt mennyiségtől. Szintén átlag alatti volt a nyári csapadékmennyiség, így a legtöbb csapadék sem a szokásos május-júniusban, hanem szeptemberben hullott és az ősz az átlagnál csapadékosabb lett. A novemberre várt másodlagos csapadékmaximum viszont decemberre csúszott.
|                    | január | február | március | április | május | június | július | augusztus | szeptember | október | november | december | 2017  |
| havi csapadék (mm) | 27,5   | 36,0    | 22,2    | 45,0    | 54,0  | 60,0   | 58,4   | 44,9      | 95,0       | 53,9    | 48,1     | 65,2     | 615,7 |
| az átlag %-a       | 86     | 110     | 64      | 104     | 87    | 83     | 95     | 73        | 176        | 128     | 98       | 141      | 103   |

Az ország legcsapadékosabb területei ebben az évben is a Dunántúli-középhegység, a Mátra és a Bükk voltak, ahol az évi összeg elérte a 850 mm-t, meghaladva az átlag 120%-át. A rekordot Mátraszentimrén mérték (1097 mm). A Kisalföld, a Cserehát és a Dél-Alföld csapadékmennyisége nem érte el az 500 mm-t (az átlag 80%-át), Kübekházán pedig mindössze 352 mm hullott.
Az év legnagyobb napi csapadékösszegét április 19-én mérték Bánkúton, amikor 24 óra alatt 110 mm-nek megfelelő hó hullott és 21-ére a hótakaró vastagsága elérte a 88 cm-t.
| Csapadék    | 2017 | 1981-2010 |
| ----------- | ---- | --------- |
| >0,1 mm     | 109  |           |
| >1 mm       | 78   | 86        |
| >10 mm      | 20   | 19        |
| >20 mm      | 7    | 5         |
| havas napok | 16   | 24        |

## Szél
A szél átlagsebessége Magyarországon 2017-ben 1,3-6,7 m/s között alakult, az országos átlag 2,5 m/s volt. A legnagyobb havi átlagsebesség országos átlagban márciusban és áprilisban, a legalacsonyabb pedig októberben volt mérhető.
Budapest-Pestszentlőrinc állomáson szintén a március, valamint a december és a június voltak a legszelesebb hónapok, míg az átlagtól leginkább január és február szélsebessége maradt el. Az évi átlagos szélsebesség az 1981-2010 évek átlagánál 2%-kal volt magasabb. 
| időjárási elem                   | 2017 | 1981-2010 |
| -------------------------------- | ---- | --------- |
| szeles napok (széllökés >10 m/s) | 124  | 144       |
| viharos nap (széllökés >15 m/s)  | 23   | 38        |

## Napfénytartam
2017-ben a napsütéses órák száma (2468 óra) jelentősen, 23%-kal meghaladta az 1981-2010 közötti 2002 órás átlagot. Csak februárban és szeptemberben sütött kevesebbet a nap a megszokottnál, míg januárban 84, márciusban 58 és decemberben 57%-kal többet. A legnaposabb a július volt, a havi napfénytartam megközelítette a 350 órát, de a 300-at augusztusban és júniusban is meghaladta. Legkevesebbet februárban, novemberben és decemberben volt napsütés, ekkor a havi óraszám a 100-at sem érte el. Az Alföld nagy részén a napfénytartam meghaladta a 2500 órát, míg a magasabb északi hegységekben a 2000 órát sem érte el.

## További éghajlati elemek

### Globálsugárzás
A Napból közvetlenül és a légkörből szétszórtan érkező sugárzás összege 2017-ben kis mértékben meghaladta az 1981-2010 közötti átlagot. Értéke májustól augusztusig átlag felett alakult, míg februárban, márciusban és szeptemberben elmaradt attól. Június és július sugárzási értéke meghaladta a 70000 J/cm²-t, decemberé épphogy elérte a 10000-et.

### Légnedvesség
Budapest-Pestszentlőrinc állomáson a levegő átlagos nedvességtartalma 2017-ben a sokévi átlag 99 %-át tette ki. Az átlagtól felfelé leginkább a február (átlag 111%-a), lefelé a június (átlag 87%-a) tért el. A legnagyobb nedvességtartalmat (>80%) februárban, novemberben és decemberben mérték, míg a levegő a nyári hónapokban volt a legszárazabb (<60%).

### Légnyomás
Budapest-Pestszentlőrinc állomáson a tengerszintre átszámított légnyomás májusig (különösen januárban) az 1981-2010-es évek átlaga felett alakult, majd az év második felében (augusztust kivéve) az átlag alatt maradt. A légnyomás értéke januárban volt a legmagasabb (1025,5 hPa), mely extrém hideget is okozó anticiklonokra vezethető vissza. A júniusi átlagos légnyomás volt a legalacsonyabb, épphogy meghaladta az 1014 hPa-t.

## Rekordok
| Időjárási elem                     | Értéke | Helyszín           | Időpont      |
| ---------------------------------- | ------ | ------------------ | ------------ |
| legmagasabb hőmérséklet (°C)       | 41,4   | Békéssámson        | augusztus 4. |
| legalacsonyabb hőmérséklet (°C)    | -28,1  | Tésa               | január 8.    |
| legtöbb évi csapadék (mm)          | 1097,4 | Mátraszentimre     | -            |
| legkevesebb évi csapadék (mm)      | 352,3  | Kübekháza          | -            |
| legtöbb napi csapadék (mm)         | 110    | Bánkút             | április 19.  |
| legvastagabb hótakaró (cm)         | 88     | Bánkút             | április 21.  |
| legnagyobb évi napfényösszeg (óra) | 2671,9 | Debrecen repülőtér | -            |
| legkisebb évi napfényösszeg (óra)  | 2276,3 | Miskolc, Diósgyőr  | -            |